# Gáspár Győző
Gáspár Győző, művésznevén: Győzike (Salgótarján, 1974. január 4. –) cigány származású énekes, műsorvezető, televíziós személyiség. A Győzike show című reality komédia főszereplője, az egykori Romantic együttes frontembere.

## Élete
Egy Nógrád vármegyei kisközségben, a Szécsényi járásban elhelyezkedő Nógrádmegyerben nőtt fel. Szakmája szerint hentes, bár nem sokáig tevékenykedett hentesként. Zenei karrierjét édesapja pénzéből indította el. Ismertségét 1999-ben kezdte megalapozni a Romantic együttessel.
5 nagylemezt adtak ki 2000 és 2006 között. Felléptek többek között Londonban (2005), New Yorkban (2009), és sok határmenti településen. A Romantic 2006-ban megszűnt, mivel a tagok a 2005-ben indult Győzike show miatt nem tudták egyeztetni az idejüket.
A Romantic megszűnése után 2007-ben megalakult a Győző és Veronica project ami 1 évig volt aktív. Aztán Győző megalapította a Győzike Branch formációt, amelynek 2010-ig volt frontembere. 
Felléptek többek között Romániában (2008, 2009) is. Ez látható a Győzike show egyik adásában is. Aztán ez a formáció is megszünt.
2014-ben a TV2-n visszatért a képernyőre az Édes Élet reality sorozatban, amiből 2014 júniusában egy konfliktus miatt kizárták. Később visszavették mert a nézettség nagyot zuhant. 2014 végéig szerepelt a műsorban.
2016-ban visszatért a Romantic együttes. 
2020-ban a LifeTV-n visszatért a képernyőre a Van életünk reality sorozattal, amely 2021 decemberében ért véget a Gáspárék Karácsonya különkiadással.
2023-ban a Dikh TV-n visszatért egy saját műsorral, a Legyél szerencsés-sel.
Filmszínészként is kipróbálta magát, a Holnap történt – A nagy bulvárfilmben egy rendőrt alakít. A filmet Gerencsér Tamás rendezte.
2013. október 2-án adócsalásért felfüggesztve 1 év 8 hónap börtönbüntetésre ítélte a Balassagyarmati Törvényszék. Az ügy végül 2022-ben lezárult.

## Családja
Felesége Gáspár Bea, aki 2017-ben a Konyhafőnök VIP győztese lett, és 4 szakácskönyvet adott ki. Két közös gyermekük van, Evelin és Virág. Öccse Gáspár Zsolt.

## TV-műsorok
2005. február 7-én tűzte először műsorra az RTL Klub a Győzike show című „realityt”, amelynek nézettsége minden várakozást felülmúlt. Győzike a Receptklub műsor alkotóinak köszönheti műsora ötletét. A Győzike show eddigi legnagyobb nézőszámát 2005. április 11-én érte el, akkor 2 267 192 néző volt kíváncsi Győzike és családja mindennapjaira. 2013. április 13-án a Juventus Rádió Juventus Lights c. műsorában elárulta Thuróczy Richard és Hájas Barnabás műsorvezetőknek, hogy az RTL-es állását Gáspár Lászlónak köszönheti. A Megasztárban szereplő unokatestvére ugyanis, állítása szerint kirúgatta őt a TV2-től, ezt követően még aznap felhívta Kolosi Péter az RTL Klub programigazgatója és állást ajánlott neki. A műsor 2010-ben ért véget.
2024. április 23-án a Blikk nevű napi napilap megírta, hogy 14 év után újraindul a TV2-n a Győzike Show, amely 2005 és 2010 között az RTL klubon futott. Kiderült, hogy a műsort Gáspárék néven indítják újra. Fischer Gábor, a TV2 Csoport programigazgatója a Digital-Media Hungary konferencián megerősítette a műsor újraindulását. A műsor 2024. december 9-én indult a TV2-n.

## Politika
A 2006-os önkormányzati választásokon Nógrádmegyer polgármesteri székéért indult független jelöltként, de a szavazatok csupán 5,77%-át (36 voksot) szerezte meg. Édesapja, idősebb Gáspár Győző az MCF Roma Összefogás Párt színeiben politizál.
Gáspár Győző 2022. március 15-én részt vett a negyedik Orbán-kormány mellett kiálló Békemeneten, ahol az első sorban vitte a molinót a CÖF prominenseivel és más hírességekkel együtt. Két héttel később, március 28-án belépett a Fideszbe. Párttagsága 2023. január 2-án lett hivatalos.